# Diferencia salarial compensatoria
El término diferencia salarial compensatoria es utilizado en economía laboral para analizar la relación entre el salario y los atributos indeseables de un trabajo en particular. La diferencia salarial compensatoria, también denominada diferencial compensatorio, se define como la cantidad adicional de renta que la empresa debe ofrecer a un trabajador determinado para motivarlo a aceptar un trabajo indeseable, en relación con otros trabajos que ese trabajador podría realizar.   También se puede hablar de diferencial compensatorio para un trabajo especialmente deseable, o que proporciona beneficios especiales, pero en este caso el diferencial sería negativo: es decir, un trabajador dado estaría dispuesto a aceptar un salario más bajo por un trabajo especialmente deseable, en relación con otros trabajos. 
La idea de diferencias salariales compensatorias se ha utilizado para analizar cuestiones como el riesgo de desempleo futuro,  el riesgo de lesiones,  el riesgo de relaciones sexuales inseguras,  el valor monetario que los trabajadores asignan a sus propias vidas,  y para explicar los diferenciales salariales geográficos.    

## Diferencias salariales geográficas
Se han llevado a cabo numerosos estudios que abordan las diferencias salariales geográficas. Siguiendo el supuesto neoclásico de mercados laborales despejados, donde hay una zona más atractiva para vivir y si la movilidad laboral es perfecta, entonces cada vez más trabajadores se mudarán a esa zona, lo que a su vez aumentará la oferta de mano de obra en esa zona y a su vez deprimirá los salarios. Si el atractivo de esa zona en comparación con otras no cambia, el nivel salarial se fijará en un nivel tal que los trabajadores serán indiferentes entre vivir en zonas más atractivas pero con un salario más bajo y vivir en zonas menos atractivas y con un salario más alto. De aquí en adelante, puede darse un equilibrio sostenido con diferentes niveles salariales en distintas áreas.  

### La teoría
La teoría de las diferencias salariales compenstaorias, de Adam Smith, proporciona un marco teórico para la explicación de las diferencias salariales entre distintos puestos de trabajo. La teoría predice que los trabajos con características indeseables pagarán salarios más altos en comparación con los trabajos más deseables, que ofrecen salarios más bajos a sus trabajadores.  La competencia en los mercados laborales garantiza que las ventajas netas de los diferentes empleos tenderán a la igualdad. Por lo tanto, desde un punto de vista geográfico, se esperan salarios más altos en algunas áreas del país donde el costo de vida es más alto, aunque también son necesarios salarios más altos para compensar un ambiente de trabajo menos agradable.[cita requerida]
Según esta hipótesis, el nivel salarial en el sector privado representa el nivel exacto necesaria para atraer y retener al personal. Por lo tanto, en igualdad de condiciones, un salario más alto en una zona significa que dicha zona es menos atractiva (tiene bajos niveles de servicios o un coste de vida más alto).[cita requerida]
El salario ofrecido en esta zona busca contrarrestar la relativa falta de atractivo de la región. Algunos estudios empíricos han intentado poner a prueba esta suposición. La mayor parte de esta investigación se centra en las disparidades salariales intergeográficas. La investigación plantea la pregunta: ¿cómo se pueden explicar las diferencias salariales geográficas?[cita requerida]

### Beneficios laborales
Los empleados que reciben beneficios laborales, como un seguro privado de salud, pueden renunciar a salarios más altos a cambio de mejores beneficios, porque los beneficios son valiosos para el empleado y se ofrecen a una tasa más baja a través de su empleador, en comparación con proveedores externos. Por el contrario, si un empleador ofrece un plan de seguro de salud con baja cobertura que no es atractivo para los empleados, los salarios de la empresa probablemente no se reducirán debido a la baja participación en el plan de seguro de salud.[cita requerida]
En este escenario, los empleados preferirían recibir salarios más altos y beneficios de menor calidad. La transición de los gastos de la empresa de salarios a cobertura de seguro de salud permite a los empleados recibir un seguro de salud de calidad renunciando a la opción de recibir salarios más altos. De manera similar a la ideología de compensar las diferencias salariales, en la que los empleados reciben salarios más altos en trabajos indeseables o inseguros y salarios más bajos en trabajos seguros o deseables, recibir varios beneficios para los empleados resulta en una compensación monetaria menor. 

### Función salarial hedónica
La función salarial hedónica representa el supuesto de que los empleados eligen el trabajo a realizar maximizando su utilidad dentro de los límites marcados por una restricción presupuestaria delineada por el mercado laboral. La función salarial hedónica muestra gráficamente el diferencial salarial compensatorio entre una empresa y sus empleados. La pendiente de la función representa la línea de mejor ajuste que pasa por las curvas de indiferencia, representando los salarios y la probabilidad de sufrir lesiones en el trabajo.  La función tiene pendiente positiva debido a la relación paralela entre los salarios y las cualidades indeseables de un trabajo: cuanto más indeseable es el trabajo, más altos son los salarios que los empleados reciben por trabajar en la empresa. La media y la varianza de la función varían según los datos, ya sean datos a nivel de empresa o a nivel de empleado. El equilibrio de la función salarial hedónica entre los salarios de los empleados y los atributos no relacionados con el salario para un trabajo en particular sugiere que existe una correlación mínima con las preferencias de los trabajadores. 

### Resultados empíricos
La mayoría de los estudios empíricos realizados intentan descomponer los diferenciales salariales geográficos según las características del capital humano. Las áreas con trabajadores más cualificados tenderán a tener salarios medios más altos. Sin embargo, los salarios promedio pueden variar entre distintas áreas porque ofrecen distintos niveles de comodidades.[cita requerida]
En economía generalmente se cree que los salarios serán más bajos en zonas donde el nivel de servicios es alto en comparación con otras áreas. La investigación empírica ha intentado medir las características del área para medir este efecto sobre los salarios promedio. Si bien algunas características pueden ser atractivas para algunos trabajadores, como cada uno de ellos puede tener utilidades diferentes, es posible que otros no se sientan atraídos por esas características. Generalmente se parte del siguiente supuesto: los trabajadores de una ocupación similar compartirán una función de utilidad similar, entonces es posible medir las características de las áreas en función del salario medio de una ocupación particular.[cita requerida]

#### Capital humano
Algunos estudios han aportado evidencia de que los salarios difieren entre áreas en diferentes países utilizando un análisis de descomposición del salario medio.  Esta técnica de descomposición ha sido utilizada para descomponer los diferenciales salariales entre seis mercados laborales locales en el Reino Unido. La descomposición permite descomponer las diferencias salariales medias en dos partes, una que es consecuencia de las características individuales en esos seis mercados laborales y la otra que se debe a diferencias no explicadas. El estudio encuentra que las diferencias salariales entre los mercados laborales rondan el 20 %, y que entre las ciudades de Aberdeen y Rochdale, el 50 % de esta diferencia se explica por las características de los trabajadores, la otra parte no se explica. Se puede pensar que las diferencias no explicadas son consecuencia de las diferencias en el atractivo de las áreas locales, aunque el estudio no aporta ninguna prueba de que éste sea el caso. Resultados similares obtienen García y Molina  para España con datos de 1994, y Pereira y Galego  para el caso de Portugal.

#### Características del área
Parte del atractivo de una zona geográfica es el coste de vida. Una zona con un coste de vida más bajo debería ser más atractiva que una zona con un coste de vida más alto. Sin embargo, es difícil medir el coste de vida dentro de los países. En un artículo publicado en 1983, Shah y Walker  estimaron una ecuación salarial para el Reino Unido utilizando la encuesta general de hogares de 1973 El indicador indirecto del costo de vida se tomó de Reward Regional Surveys Ltd que publica informes sobre el costo de vida y comparaciones regionales desde 1974 hasta al menos 1996  La descripción de la construcción de esos indicadores del costo de vida no es clara.  Las diferencias salariales cambian y a veces se revierten cuando se introduce el coste de vida; Escocia y el sureste de Inglaterra están en peor situación cuando se introduce el coste de vida, en comparación con las regiones de las Midlands. Este resultado puede considerarse como una prueba de que las diferencias en la recompensa monetaria no son las mismas que las diferencias en los premios en términos reales. Esto sugiere que las diferencias salariales entre regiones compensan al menos en parte las diferencias en el costo de vida. [cita requerida]
En 1991, Blackaby y Murphy  estimaron diferenciales salariales geográficos estandarizados y luego explicaron estos diferenciales salariales geográficos con un conjunto de índices climáticos, ambientales,  y de precios.  Los autores incluyen otras variables basadas en otras dos teorías: el salario de eficiencia y la teoría de la búsqueda. Los resultados proporcionan cierta evidencia de que los trabajadores no sufren de ilusión monetaria, ya que las áreas con precios más altos también tienen salarios más altos y en la misma proporción. En consecuencia, parece que los salarios compensan las diferencias locales en los precios. Blackaby y Murphy muestran que los salarios, cuando se controlan según características individuales, características ocupacionales, coste de vida y combinación de industrias, son mejores en el Norte que en el Sur para los trabajadores manuales. Esto proporciona evidencia adicional de que las diferencias salariales compensan, al menos en parte, las diferencias geográficas en el coste de vida.[cita requerida]